# María Adánez
María Adánez Almenara (Madrid, 12 de marzo de 1976) es una actriz española conocida como Lucía Álvarez en Aquí no hay quien viva,  Rebeca Ortiz en La que se avecina y María en Pepa y Pepe.

## Biografía

### Trayectoria profesional

#### Televisión
Entre 1993 y 1994 interpretó a María, novia de Kike en serie Farmacia de guardia. En 1995 se dio a conocer por público por papel de María en Pepa y Pepe. También participó en Menudo es mi padre, Ellas son así, ¡Ay, Señor, Señor!, Paraíso o Quítate tú pa' ponerme yo
Entre septiembre de 2003 y febrero de 2006, protagonizó la serie de televisión Aquí no hay quien viva donde dio vida a Lucía Álvarez, una joven acostumbrada a comprar ropa cara y a tenerlo fácil al tener siempre empleo en la empresa de su padre, un rico inmobiliario. A pesar de su mentalidad de clase alta, también es un poco hippie y bohemia. Este papel le dio gran popularidad y le hizo ganar el premio Unión de Actores y Actrices a la mejor actriz protagonista de televisión. También presentó las Campanadas de Fin de Año 2003 junto a sus compañeros de reparto Fernando Tejero y José Luis Gil.
En 2007 estrenó la serie Círculo rojo, donde interpretó a Patricia Villalobos, una joven de 36 años que crea una pequeña empresa de representación de artistas en París, pero decide abandonarla por culpa de la trágica muerte de su hermana, cuyo secreto está dispuesta a descubrir. Sin embargo, la discreta acogida del público provocó su cancelación a las pocas semanas. A finales de 2008 comenzó a protagonizar la serie de humor Maitena: Estados alterados, emitida por La Sexta, la cual es una adaptación de la obra Mujeres alteradas de Maitena. En ella interpreta a una joven abogada matrimonialista que trata de crecer como profesional mientras soporta los problemas de su madre, su hermana y sus compañeros de trabajo. Tras la cancelación de la serie decidió encaminarse durante un tiempo a su trayectoria en el teatro.

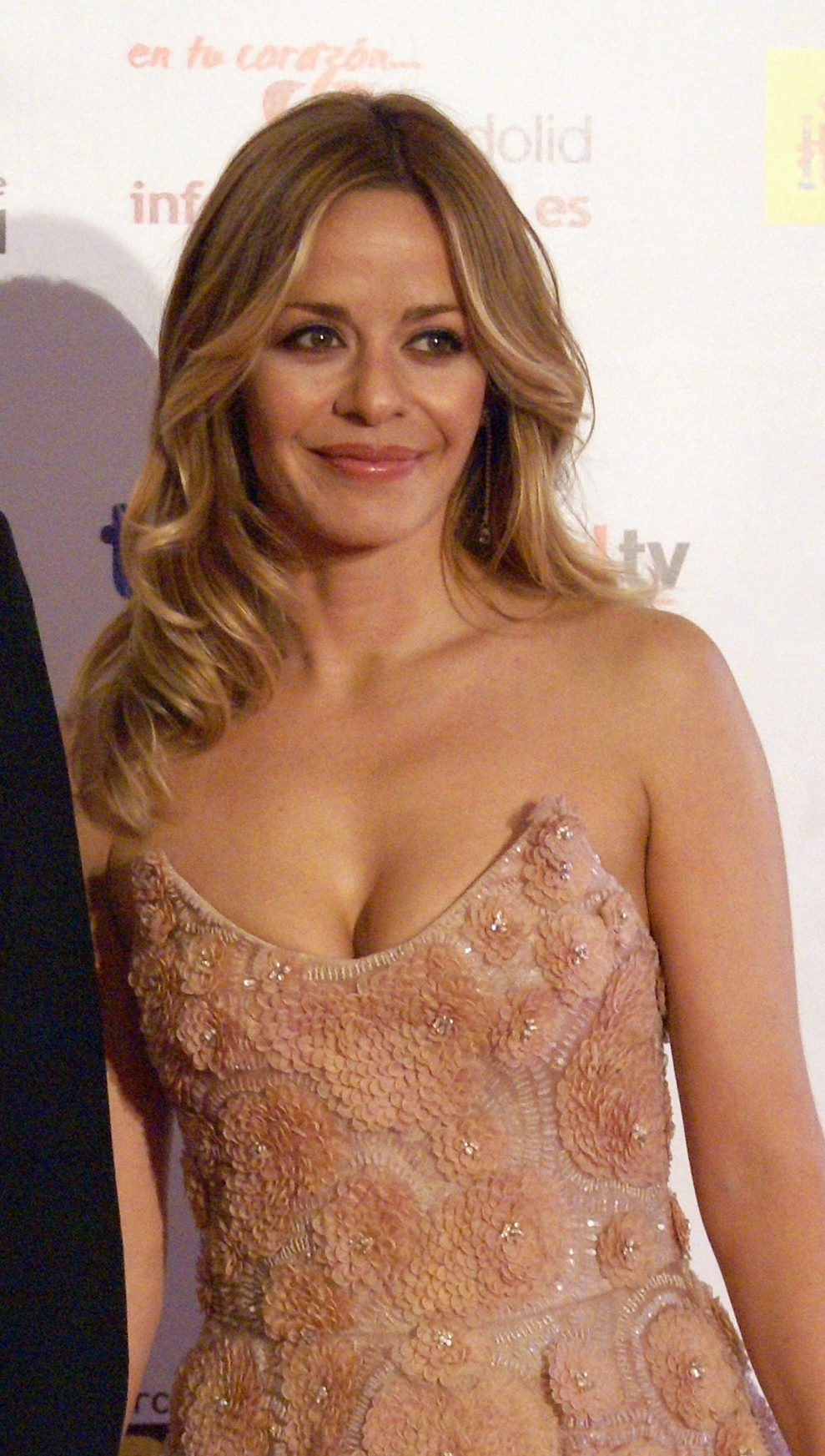
María Adánez en la Seminci 2011

En 2011 realizó un papel en El secreto de Puente Viejo interpretando a Elvira de Castro, una mujer de clase alta que tiene un niño con malformaciones que muere durante el parto, por lo que ella decide robar al hijo de la protagonista. También hizo un monólogo en la segunda temporada de El club de la comedia.
También ha participado en programas de ayuda humanitaria como En movimiento..., emitido por La 2.
En diciembre de 2012 se confirmó su participación en la séptima y la octava temporada de la exitosa serie La que se avecina, secuela de la aclamada Aquí no hay quien viva, volviendo a trabajar con sus antiguos compañeros. En esta serie interpreta a Rebeca Ortiz, una abogada especializada en divorcios que hace temblar a los vecinos de la comunidad. Llega al edificio como alquilada de su amiga del instituto Judith (Cristina Castaño) y adquiere el apodo de “la Picapleitos”. En julio de 2015 se hace oficial la noticia de que no estará en la novena temporada de la serie.En mayo de 2024 la actriz comparte mediante su perfil de Instagram su regreso a la serie para participar en la decimoquinta temporada tras casi 9 años de ausencia. La trama consiste en que Rebeca se muda casualmente al nuevo edificio donde viven los antiguos vecinos con los que convivió, su deber es reprimir su amor hacia Óscar (Félix Gómez) tras la ausencia de su mujer Yoli (Miren Ibarguren) y el descontento de su nueva suegra y casera Menchu (Loles León). Se cree que también estará presente en la decimosexta temporada.
Tras algunas apariciones episódicas en distintas series, la actriz volvió a la televisión en 2017 con un papel fijo en la sexta temporada de la serie diaria de Antena 3 Amar es para siempre.

#### Teatro
Debutó en el teatro con 7 años en la obra Casa de muñecas de Henrik Ibsen, versionada por Ana Diosdado. Posteriormente intervino en la función de Javier Tomeo Los bosques de Nyx (1994) dirigida por Miguel Bosé, estrenada por primera vez en el teatro romano de Mérida en 1994.
Sus dos siguientes trabajos fueron dos comedias, interpretando el papel de una joven atractiva e ingenua. En la primera, estrenada en 2003, protagonizó junto a Emilio Gutiérrez Caba una versión teatral de la película The Sleeping Prince, que protagonizaron en Hollywood Marilyn Monroe y Laurence Olivier. Por esta obra recibió los premios Ercilla y Larios como actriz revelación, nominada por la Unión de Actores y Actrices, a mejor actriz protagonista de teatro y fue nombrada Actriz Revelación Chivas. Años después protagonizó La tienda de la esquina, de Lander Iglesias, una adaptación de la película El bazar de las sorpresas, de Ernst Lubitsch, que a su vez se había basado en la obra La perfumería, de Miklós László. En ella interpretó a una librera, Klara, que muestra su amor por Kralik, una mujer que quiere conseguir lo que quiere.
En 2006, de la mano de Miguel Narros, trabajó en el clásico de Oscar Wilde, Salomé. Narros le ofreció hacer su primer papel de teatro dramático, donde interpretó a personaje homónimo.
Más tarde trabajó en Las brujas de Salem (2007), de Arthur Miller, dirigida por Alberto González Vergel, donde interpretó a Abigail Williams, una joven de 18 años que tiene que luchar para evitar su muerte, y en La señorita Julia, donde volvió a trabajar bajo las órdenes de Narros. Estas dos últimas obras le valieron para tener tres nominaciones a los Premios Mayte de teatro de manera consecutiva en 2008 y 2009.
En 2010 participó en la obra Pierre-Augustin de Beaumarchais, donde interpretó el papel de Madmoiselle Ménard, una ingenua, alegre y divertida mujer que se convierte en la amante del protagonista.
En 2011 volvió a trabajar con Narros en ¡Pero no andes desnuda!, además de en La escuela de la desobediencia, de Luis Luque, donde interpretó a Fanchon, una joven acostumbrada a obedecer a sus padres y a aceptar lo que le dicen los demás, que recibe consejos de su prima Susanne, a la que en principio no le hace caso, pero que finalmente aprende de lo enseñado por su prima.
En 2012, bajo la dirección de Josep Maria Flotats y en compañía de Kira Miró y Aitor Mazo, estrenó La verdad, obra donde dos preciosas mujeres son el centro de gravedad de un hombre que vive como un cretino por creerse sus embustes.
En 2015 comenzó una nueva época teatral junto a Luis Luque Cabrera y el productor Celestino Aranda. El primer proyecto que levantan es Insolación, de Emilia Pardo Bazán. 
En 2016 estrenó El pequeño poni, interpretando a Irene, una madre que aborda el acoso esoclar que sufre su hijo por llevar una mochila rosa con ponis de colores. Este papel le valió la nominación a los Premio Valle Inclán de Teatro y al Premio Miguel Mihura. Al año siguiente, continuó de la mano del tándem Luis Luque-Paco Bezerra para llevar al teatro Bellas Artes de Madrid Lulú, un cuento gótico sobre la misoginia y el maltrato femenino.
En 2019 se puso al frente del elenco de Divinas palabras, de Ramón María del Valle-Inclán, que se representa en escenario del Teatro María Guerrero de Madrid bajo la dirección de José Carlos Plaza.
En 2023 inició la gira, con Pepón Nieto, de ¡Ay, Carmela!, la función de José Sanchís Sinisterra que en esta ocasión dirigió José Carlos Plaza.

#### Cine
Comenzó su carrera en el cine a los 6 años de la mano de Angelino Fons en la película Mar brava, donde compartió cartel con Alfredo Mayo y Jorge Sanz. Al sentirse muy a gusto en el rodaje decidió seguir siendo actriz de cine, por lo que en 1982 participó en la película Loca por el circo, y en 1983 en Vivir mañana, El currante y El crack II. En estas películas la actriz tuvo que doblarse a sí misma al no existir por entonces sonido directo, lo que le hizo pensar en la posibilidad de dedicarse al doblaje. Más tarde participó en varias películas, entre las que destacan El rey del mambo, Los peores años de nuestra vida y La ley de la frontera.
A partir de 1998 estuvo valorada como una de las promesas del cine español gracias a su participación en El tiempo de la felicidad, donde da vida a una joven que se ve influida por la cultura hippie de los años setenta. Años después protagonizó la película Cha-cha-chá, de Antonio del Real, donde interpretó a María, una joven que se lía con el novio de su mejor amiga y le busca uno nuevo para que su amiga no se enfade. Esta última película marcó el comienzo de su éxito como actriz de cine.
En 2001 protagonizó Todos menos la chica, donde interpretó a la novia de un narcotraficante de la que se enamoran dos amigos, lo cual hace que pierdan cabeza por ella. Ese mismo año también protagonizó Tiempos de azúcar, de Juan Luis Iborra, donde interpretó a Ángela, una joven que se casó con un hombre mayor que ella, pero que en realidad no ha perdido sus sentimientos hacia un amigo del pueblo de toda la vida.
Años después participó en la película X, donde dio vida a Alicia, una policía discapacitada que intenta resolver el caso del asesinato de su hermano.
En 2003 protagonizó El lápiz del carpintero, donde interpretó a Marisa Mallo, la hija de un oportunista reaccionario y a cuyo esposo han encarcelado. También participó en Entre las piernas y Tiovivo c.1950, al igual que dobladora en El espíritu del bosque, Bee Movie y El espantatiburones.
En 2006 protagonizó la película portuguesa Dot.com, donde interpretó a Elena, una trabajadora enviada por una empresa española a Drinam para reivindicar el nombre del agua de pueblo portugués. Para interpretar el personaje, Adánez estuvo leyendo el guion junto al director Luís Galvão Teles en Lisboa para ponerse de acuerdo en cómo lo iban a hacer.
En 2009 se dio a conocer en Estados Unidos participando en película My Life in Ruins, de Donald Petrie, donde interpretó a Lena, una española sexy recién divorciada que decide hacer un viaje a Grecia para olvidar su matrimonio. El director buscó en España dos actrices para que interpretaran a dos mujeres de la misma nacionalidad. Adánez decidió presentarse a la audición y consiguió el papel. Para interpretar a Lena fue vestida con ropa muy hortera. En principio los guionistas no iban a incluir personajes de esta nacionalidad, pero la fama de actores como Javier Bardem o Penélope Cruz les hizo incluirlos.
En mayo de 2011 comenzó el rodaje de su primer trabajo como directora, 5ºB Escalera Dcha, en la que también ejerció como productora y guionista. El proyecto nació en 2010 tras el fallecimiento de su padre, delante del televisor, y familia lo encontró varios días después, con lo que pasó por una experiencia bastante dolorosa en la que le ocurrieron historias bastante surrealistas. El guion incluyó varias historias que le habían pasado en su vida y otras decidió inventárselas. Cortometraje se estrenó en Semana Internacional de Cine de Valladolid. Gracias a su trabajo en el corto ganó el primer premio del VI Certamen de Cortometrajes 'Manuel Carmona Mir'.

## Vida privada
María Adánez es hija de la maquilladora de cine Paca Almenara, casada en segundas nupcias con Santiago Ramos. Su padre falleció en 2010 debido a un infarto. Además tiene dos hermanas, una de ellas casada con el sonidista Sergio Burmann.
Entre 2003 y 2005 fue pareja sentimental de Alberto Caballero, director y guionista de Aquí no hay quien viva. Sin embargo, la relación sentimental entre ellos terminó. A pesar de todo, volvieron a trabajar juntos en 2012 con La que se avecina. Posteriormente rehízo su vida sentimental con el abogado británico David Murphy, con el que se casó por lo civil en junio de 2010 en una finca privada de Binibeca, en la isla de Menorca. Sin embargo, tras tres años de matrimonio decidieron de mutuo acuerdo poner punto final a la relación.
En octubre de 2020 anunció que estaba embarazada de su primer hijo junto a Ignacio Hernández, después de casi cuatro años de noviazgo. Su hijo, Claudio, nació el 18 de mayo de 2021.

## Filmografía

### Cine
| Año  | Película                        | Personaje         | Director                    | Género                 | Duración |
| ---- | ------------------------------- | ----------------- | --------------------------- | ---------------------- | -------- |
| 1978 | Cabo de vara                    | María             | Raúl Artigot                | Drama                  | 1h 37 m  |
| 1981 | Mar brava                       | María             | Angelino Fons               | Drama/Fantástico       | 1h 30 m  |
| 1982 | Loca por el circo               | María             | Luis María Delgado          | Comedia/Infantil       | 1h 30 m  |
| 1983 | El currante                     | Yolanda Bermejo   | Mariano Ozores              | Comedia                | 1h 17 m  |
| 1983 | El crack II                     | Niña              | José Luis Garci             | Cine negro             | 2h       |
| 1983 | Vivir mañana                    | Elena             | Nino Quevedo                | Drama                  | 1h 44 m  |
| 1989 | El rey del mambo                | -                 | Carles Mira                 | Comedia                | 1h 25 m  |
| 1989 | El vuelo de la paloma           | Palomita          | José Luis García Sánchez    | Comedia                | 1h 30 m  |
| 1994 | Los peores años de nuestra vida | Sara              | Emilio Martínez-Lázaro      | Romance/Comedia        | 1h 40 m  |
| 1995 | La ley de la frontera           | María             | Adolfo Aristarain           | Aventuras. Comedia     | 1h 57 m  |
| 1997 | Corazón loco                    | Enfermera         | Antonio del Real            | Comedia                | 1h 57 m  |
| 1997 | El tiempo de la felicidad       | Elena             | Manuel Iborra               | Comedia                | 1h 46 m  |
| 1998 | Perdón, perdón                  | Mariló            | Manuel Ríos San Martín      | Comedia                | 17 m     |
| 1998 | El grito en el cielo            | Chus              | Dunia Ayaso y Félix Sabroso | Comedia                | 1h 49 m  |
| 1998 | Cha-cha-chá                     | María             | Antonio del Real            | Comedia                | 1h 45 m  |
| 1999 | Entre las piernas               | Juani             | Manuel Gómez Pereira        | Thriller/Erótico       | 1h 55 m  |
| 1999 | Rewind                          | Belén             | Nicolás Muñoz               | Comedia                | 1h 34 m  |
| 2001 | Tiempos de azúcar               | Ángela            | Juan Luis Iborra            | Drama                  | 1h 56 m  |
| 2002 | Todos menos la chica            | Anabel            | Jesús R. Delgado            | Comedia                | 1h 40 m  |
| 2002 | X                               | Alicia            | Luis Marías                 | Suspenso/Acción        | 1h 40 m  |
| 2003 | El lápiz del carpintero         | Marisa Mallo      | Antón Reixa                 | Drama                  | 1h 49 m  |
| 2003 | Descongélate!                   | Invitada a fiesta | Félix Sabroso, Dunia Ayaso  | Comedia negra          | 1h 38 m  |
| 2004 | Tiovivo c. 1950                 | Catalana          | José Luis Garci             | Drama                  | 2h 30 m  |
| 2007 | Dot.com                         | Elena             | Luís Galvão Teles           | Comedia                | 1h 43 m  |
| 2008 | El espíritu del bosque          | Linda (voz)       | David Rubin                 | Animación              | 1h 30 m  |
| 2009 | Mi vida en ruinas               | Lena              | Donald Petrie               | Comedia/Romance        | 1h 38 m  |
| 2021 | Espejo, espejo                  | Susana            | Marc Crehuet                | Comedia                | 1h 20 m  |
| 2024 | Menudas piezas                  | Virginia          | Nacho G. Velilla            | Comedia                | 1h 39 m  |
| 2024 | Invasión                        | Carol             | David Martín-Porras         | Drama/ Ciencia ficción | 1h 31 m  |

### Series de televisión
| Año                      | Título                     | Papel                 | Cadena                  | Notas         |
| ------------------------ | -------------------------- | --------------------- | ----------------------- | ------------- |
| 1993-1994                | Farmacia de guardia        | María                 | Antena 3                | 13 episodios  |
| 1995                     | Ay, Señor, Señor           | Anabel                | Antena 3                | 1 episodio    |
| 1995                     | Pepa y Pepe                | María                 | La 1                    | 34 episodios  |
| 1996-1997                | Menudo es mi padre         | Maya                  | Antena 3                | 33 episodios  |
| 1997                     | Los negocios de mamá       | Sandra                | La 1                    | 7 episodios   |
| 1998                     | Quítate tú pa' ponerme yo  | María                 | FDF                     | 1 episodio    |
| 1999                     | Ellas son así              | Nuria Rosales         | Telecinco               | 22 episodios  |
| 2002-2003                | Javier ya no vive solo     | Ana Martín            | Telecinco               | 13 episodios  |
| 2003-2006                | Aquí no hay quien viva     | Lucía Álvarez Muñoz   | Antena 3                | 78 episodios  |
| 2007                     | Círculo rojo               | Patricia Villalobos   | Antena 3                | 12 episodios  |
| 2008-2010                | Maitena: Estados alterados | Julia                 | La Sexta                | 160 episodios |
| 2011                     | El secreto de Puente Viejo | Elvira de Castro      | Antena 3                | 1 episodio    |
| 2013-2015; 2024-presente | La que se avecina          | Rebeca Ortiz          | Telecinco / Prime Video | ¿? episodios  |
| 2016                     | El hombre de tu vida       | Paula Martínez        | La 1                    | 1 episodio    |
| 2017                     | El Ministerio del Tiempo   | Duquesa de Osuna      | La 1                    | 1 episodio    |
| 2017-2018                | Amar es para siempre       | Rosario "Charo" Ponce | Antena 3                | 256 episodios |

### Teatro
- El príncipe y la corista (2002)
- La tienda de la esquina (2004)
- Salomé (2005)
- Las brujas de Salem (2007)
- La señorita Julia (2007-2008)
- Beaumarchais (2010)
- La escuela de la desobedencia (2011-2012)
- La verdad (2012)
- Insolación (2015)
- El pequeño poni (2016)
- Divinas palabras (2019)
- ¡Ay, Carmela! (2022-2023)
- La Gramática (2024)

### Doblajes
- El espantatiburones como Angie (2004).
- Bee Movie como Vanessa Bloome (2007).
- El espíritu del bosque como Linda (2009).

### Cortometrajes
- 5ºB Escalera Dcha (2011). Directora, productora y guionista

## Premios
Premios de la Unión de Actores y Actrices
| Año  | Categoría                               | Serie/Obra               | Resultado |
| ---- | --------------------------------------- | ------------------------ | --------- |
| 2003 | Mejor actriz protagonista de teatro     | El príncipe y la corista | Nominada  |
| 2005 | Mejor actriz protagonista de televisión | Aquí no hay quien viva   | Ganadora  |

Premios Valle-Inclán de Teatro
| Año  | Categoría                    | Obra             | Resultado |
| ---- | ---------------------------- | ---------------- | --------- |
| 2012 | Mejor interpretación teatral | La verdad        | Nominada  |
| 2016 | Mejor interpretación teatral | El pequeño Poni  | Nominada  |
| 2019 | Mejor interpretación teatral | Divinas palabras | Nominada  |

Premios Ercilla
| Año  | Categoría                         | Obra                     | Resultado |
| ---- | --------------------------------- | ------------------------ | --------- |
| 2003 | Mejor actriz revelación de teatro | El príncipe y la corista | Ganadora  |
| 2011 | Mejor intérprete de reparto       | Beaumarchais             | Nominada  |
| 2015 | Mejor intérprete femenina         | Insolación               | Nominada  |

Premios Mayte
| Año  | Categoría                    | Obra                    | Resultado |
| ---- | ---------------------------- | ----------------------- | --------- |
| 2005 | Mejor interpretación teatral | La tienda de la esquina | Nominada  |
| 2008 | Mejor interpretación teatral | Las brujas de Salem     | Nominada  |
| 2009 | Mejor interpretación teatral | La señorita Julia       | Nominada  |

Festival de Cine de Islantilla
| Año  | Categoría                                      | Película          | Resultado |
| ---- | ---------------------------------------------- | ----------------- | --------- |
| 2012 | Premio Luna de Islantilla a la mejor dirección | 5ºB Escalera Dcha | Nominada  |

Festival de cortometrajes Cortogenia
| Año  | Categoría   | Película          | Resultado |
| ---- | ----------- | ----------------- | --------- |
| 2011 | Mejor guion | 5ºB Escalera Dcha | Ganadora  |

Semana de Cine de Melilla
| Año  | Categoría                                  | Película          | Resultado |
| ---- | ------------------------------------------ | ----------------- | --------- |
| 2012 | Premio de Cortometrajes Manuel Carmona Mir | 5ºB Escalera Dcha | Ganadora  |